# Комша (приток Вашки)
Комша — река в России, протекает на юге Лешуконского района Архангельской области. Левый приток реки Вашка.
Длина реки составляет 42 км.
Течёт по лесной болотистой местности. Генеральным направлением течения является северо-восток, около устья поворачивает на север. Впадает в Вашку у южной окраины села Олема Олемского сельского поселения.
В 12 км от устья по правому берегу впадает крупнейший приток — река Толчавожа.

## Данные водного реестра
По данным государственного водного реестра России относится к Двинско-Печорскому бассейновому округу, водохозяйственный участок реки — Мезень от истока до водомерного поста у деревни Малонисогорская. Речной бассейн реки — Мезень.
Код объекта в государственном водном реестре — 03030000112103000048242.